# Riesenposter

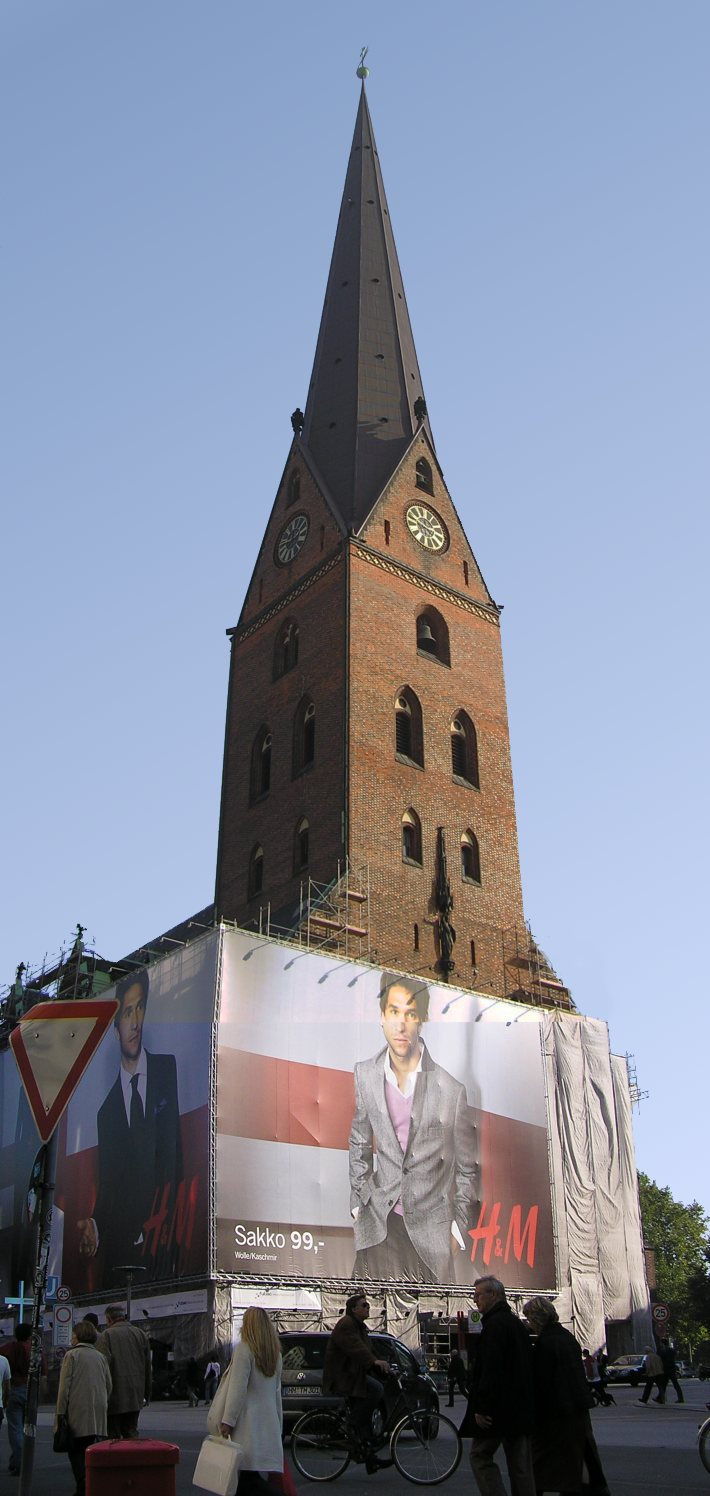
H&M-Werbung an der St.-Petri-Kirche in Hamburg, 2005

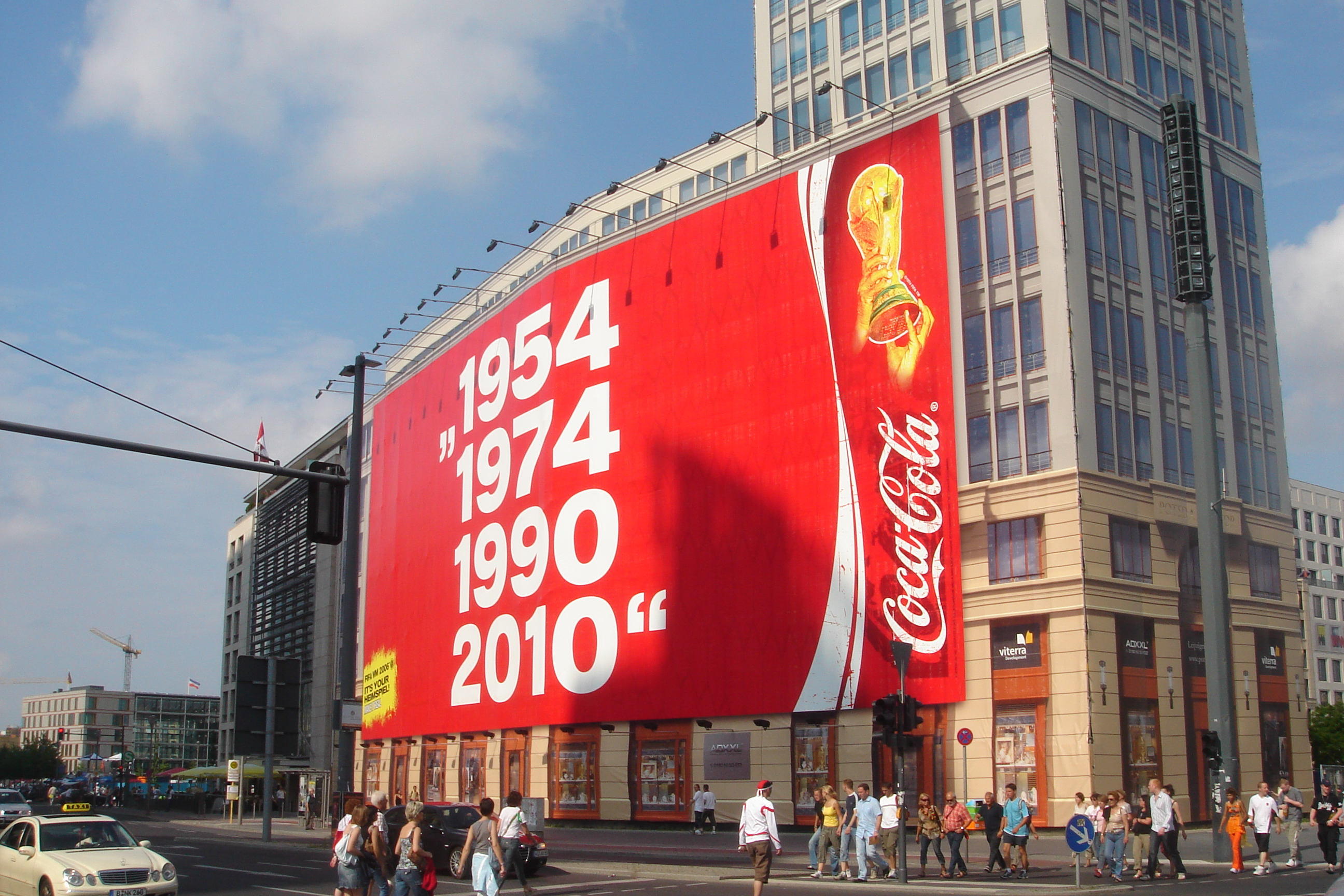
Riesenposter mit Werbung für Coca-Cola am Potsdamer Platz in Berlin, 2006

Ein Riesenposter oder auch Blow-up ist ein spezieller Werbeträger der Außenwerbung mit einer Größe von bis zu mehreren 1000 Quadratmetern. Riesenposter werden meist zeitlich begrenzt an Gebäuden und Bauwerken angebracht, insbesondere auf Baustellen und an Baugerüsten, außerdem auf Messen und Veranstaltungen sowie an Werbetürmen entlang großer Straßen.

## Formate
Da die Poster häufig auf spezielle Spannrahmen aufgezogen werden, haben sich verschiedene Formate etabliert. Während die klassischen Formate CLP (4/1), Großfläche und Megalight (18/1) sowie Superposter (40/1) zwischen 2 und 20 m² liegen, erreichen Riesenposter heute Größen von 4000 bis 5000 und mehr Quadratmetern. Das gängige Riesenposter hat Formate von 120 (10 m × 12 m), 144 (12 m × 12 m) oder 225 (15 m × 15 m) m².
In Österreich setzt sich neben allen individuellen Großformaten noch das Megaboard genannte „8 m × 5 m“-Format durch.

## Entwicklung
Anfang der 1990er Jahre bot die Verbreitung von 3,5 und 5 Meter breiten Digitaldruckmaschinen die Möglichkeit, vormals per Hand gesprühte oder gemalte Motive (teils auf Leinen, teils direkt an Häuserwände gemalt) in guter Druckqualität zu vergrößern und in Bahnen verschweißt auf zu mehrere 1000 m² große Poster weiterzuverarbeiten.
Im Gegensatz zu den klassischen 4/1- und 18/1-Außenwerbeformaten, die in Wochen (7 Tage) oder Dekaden (10,5 Tage) gebucht werden, beträgt die regelmäßige Aushangperiode der Riesenposter in Deutschland 28 Tage. Daneben sind auch zwei Wochen oder kürzere Laufzeiten möglich, jedoch wegen der Produktionskosten der Transparente seltener.
Die Preise bewegen sich im Deutschen Markt zwischen 10.000 Euro bis hin zu 400.000 Euro brutto pro Monat (Stand: 2020) für besondere Standorte wie Gerüste an der Berliner Kaiser-Wilhelm-Gedächtniskirche. Prominente Standorte bislang waren die genannte Kaiser-Wilhelm-Gedächtniskirche, das Brandenburger Tor, das Siegestor und der Königshof in München, die St.-Petri-Kirche (Hamburg), das Rathaus in Hamburg-Altona oder die Alte Oper in Frankfurt am Main.
Im europäischen Vergleich sind insbesondere Standorte in Italien und Großbritannien um ein Mehrfaches teurer, während Länder wie Spanien und Niederlande etwa gleich liegen. In Spanien sind jedoch noch hohe Sondernutzungsgebühren an die Kommunen zu zahlen. Dieser Trend setzt sich angesichts leerer Kassen der Kommunen seit etwa 2003 auch in Deutschland durch.
Ebenfalls unterschiedlich gestalten sich die Größen im europäischen Vergleich. Dies liegt insbesondere an der Genehmigungspraxis der Behörden. Da jede Werbeanlage größer als ein Quadratmeter in Deutschland eine bauliche Anlage darstellt, die einer Baugenehmigung (sowie teilweise die Genehmigung weiterer Behörden wie Straßen- und Wegeamt, Verkehrsbehörden, Denkmalschutz, Stadtplanungsamt etc.) bedarf, regulieren Behörden mit oft skurrilen Ergebnissen: So besteht München darauf, dass nur 25 % der Gerüstfläche für Werbung verwendet werden darf, während andere Kommunen (z. B. in Spanien) darauf bestehen, dass das Werbetransparent das gesamte Baugerüst verdecken muss. Einige Behörden in Deutschland verlangen eine noch ausreichende Sicht auf Teile der Fassade und Pariser Behörden bestehen darauf, dass die gesamte Fassade zu nutzen sei, was auch dazu führen kann, dass das Format allen Ecken und Windungen einer Brandmauer zu folgen hat und ein obskures Gebilde wird.
In Italien hat man aus genehmigungsrechtlichen, aber auch ästhetischen Gründen seit langem die nicht verdeckten Teile eines Baugerüstes mit kunstvollen gedruckten Fassadennachbildungen versehen, so dass eine Visualisierung des entstehenden Neubaus oder der Renovierung entstand. Man spricht in diesen Fällen auch von einer „Fassadenspiegelung“. Inzwischen machen auch in Deutschland immer mehr Behörden die Fassadennachbildung oder -spiegelung zur Voraussetzung ihrer Genehmigung. Bislang schreckten die Anbieter dieser Werbeform vor den Kosten zurück, mittlerweile hat sich aber auch hier der Gedanke durchgesetzt, dass ein ästhetisches Bau-Umfeld nicht allein dem Stadtbild, sondern auch der Vermarktbarkeit der Werbeflächen dient.
In Wien kommen neben diversen Denkmalschutzbestimmungen und -zonen folgende Einschränkungen zum Tragen: Werbung auf Baugerüsten darf maximal 20 % der Staubschutznetzfläche betragen, wird eine Fassadenspiegelung gedruckt, darf davon 40 % der Fläche für Werbung genutzt werden. Außerdem legen genaue Bestimmungen seit 2004 den Beginn von Bauarbeiten und Gerüststandzeit sowie deren Ende fest, da es vor dieser Bestimmung immer wieder vorgekommen ist, dass Gerüste aufgestellt wurden, ohne dass dahinter gearbeitet wurde, bzw. wurden Gerüste noch lange nach Bauarbeitenfertigstellung stehen gelassen, da es sich an hochfrequentierten Stellen rechnete, sehr zum Ärger der Freunde eines traditionellen Stadtbildes.

## Technik
Diese Riesenposter werden der Höhe oder Breite nach in 5-m²-Bahnen gedruckt und diese Bahnen anschließend aneinandergeschweißt. Die Ränder werden verstärkt und umgeschweißt sowie für die Anbringung ca. alle 30 oder 50 cm mit Ösen versehen.
Meist erfolgt die Montage an Gerüsten oder Fassaden mittels Expanderseilen, die dem Transparent die notwendige Spannung geben, um Falten zu vermeiden. Große Transparente (beispielsweise 30 m × 30 m = 900 m²) erhalten auf der Rückseite angeschweißte Laschen, die ebenfalls am Gerüst befestigt werden, um die Windlasten, die auf dieses Transparent wirken, statisch zu verteilen und abzufangen.
Immer häufiger werden Riesenposter mit Spezialeffekten ausgestattet, wie beispielsweise 3D- oder 2D-Elementen (auch animiert) und Lichteffekten (Hinterleuchtung/Laser). Ebenfalls zählt die Integration von SMS und Bluetooth-Technik für interaktive Kommunikation heute zum Stand der Technik.

## Markt
Mediaagenturen und Spezialmittler buchen etwa 90 % aller Riesenposteraufträge in Deutschland, im europäischen Ausland sind dagegen Direktbuchungen von Kunden häufiger. In Österreich werden Riesenposter unter der Bezeichnung Megaboard angeboten.
| Werbeträger          | 2009 Umsatz in Tsd. EUR |
| -------------------- | ----------------------- |
| Riesenposter         | 014.600                 |
| Aussenwerbung gesamt | 912.151                 |

| Werbeträger          | Anzahl      |
| -------------------- | ----------- |
| Riesenposter         | ca. 500     |
| Aussenwerbung gesamt | ca. 406.921 |